# Museo di scienze della Terra (Siena)
Il Museo di scienze della Terra dell'Università di Siena è una struttura museale didattica ed espositiva, istituita nel 2008. Fa parte del Sistema Museale Universitario Senese SIMUS, e collabora con la Fondazione Musei Senesi FMS.

## Storia

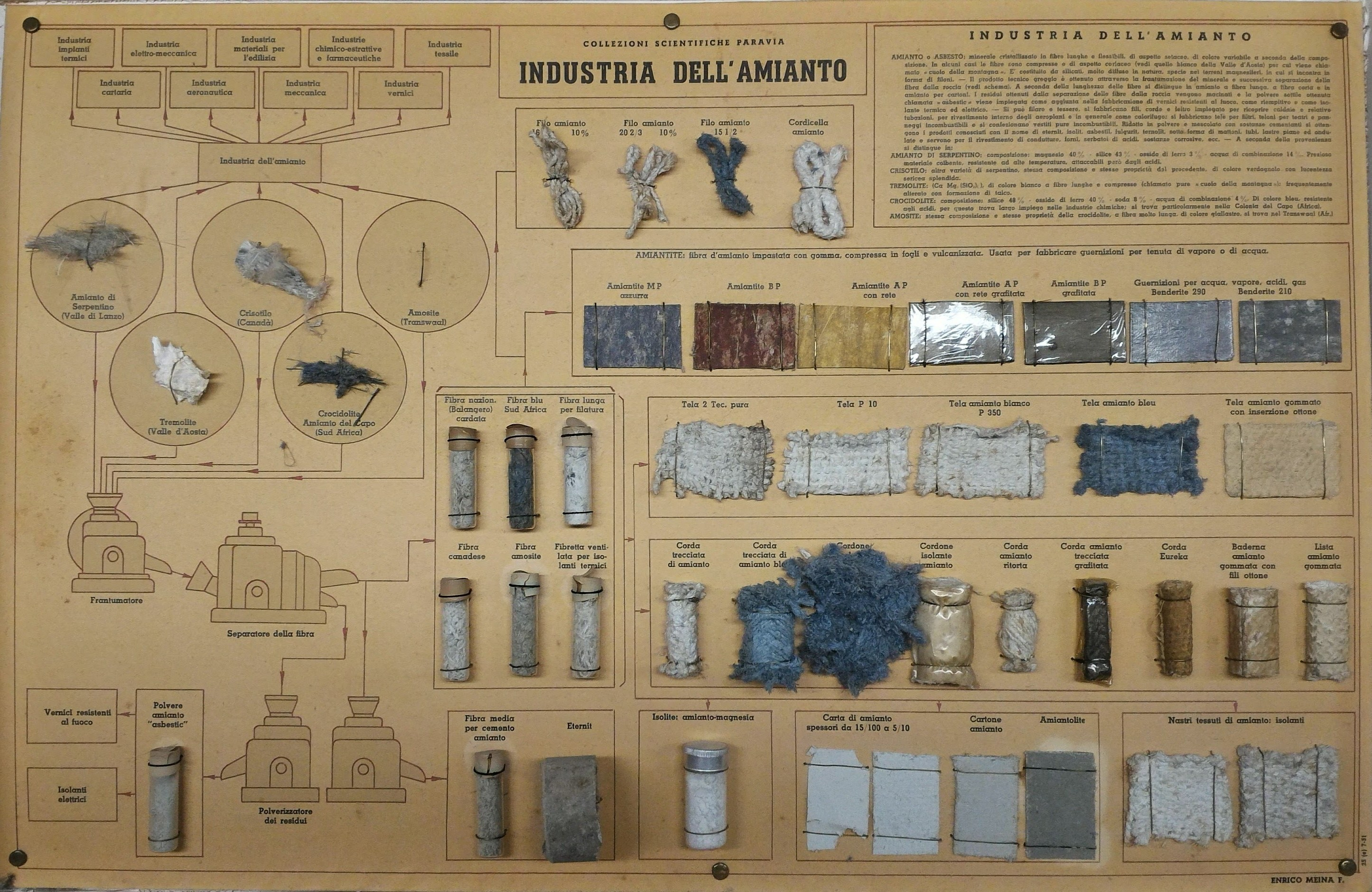
Vari tipi di amianto

Le collezioni paleontologiche, petrografiche e mineralogiche, già presenti presso l'Istituto di Geologia e Paleontologia, dagli anni Ottanta sono state integrate con campioni didattici di minerali, rocce e fossili, andando a costituire il patrimonio dell'attuale museo. Comprendono alcuni esemplari di grande pregio estetico provenienti dall'antico Gabinetto di Mineralogia dell'Ateneo senese, istituito nel 1907 dal prof. Ernesto Manasse.

## Collezioni

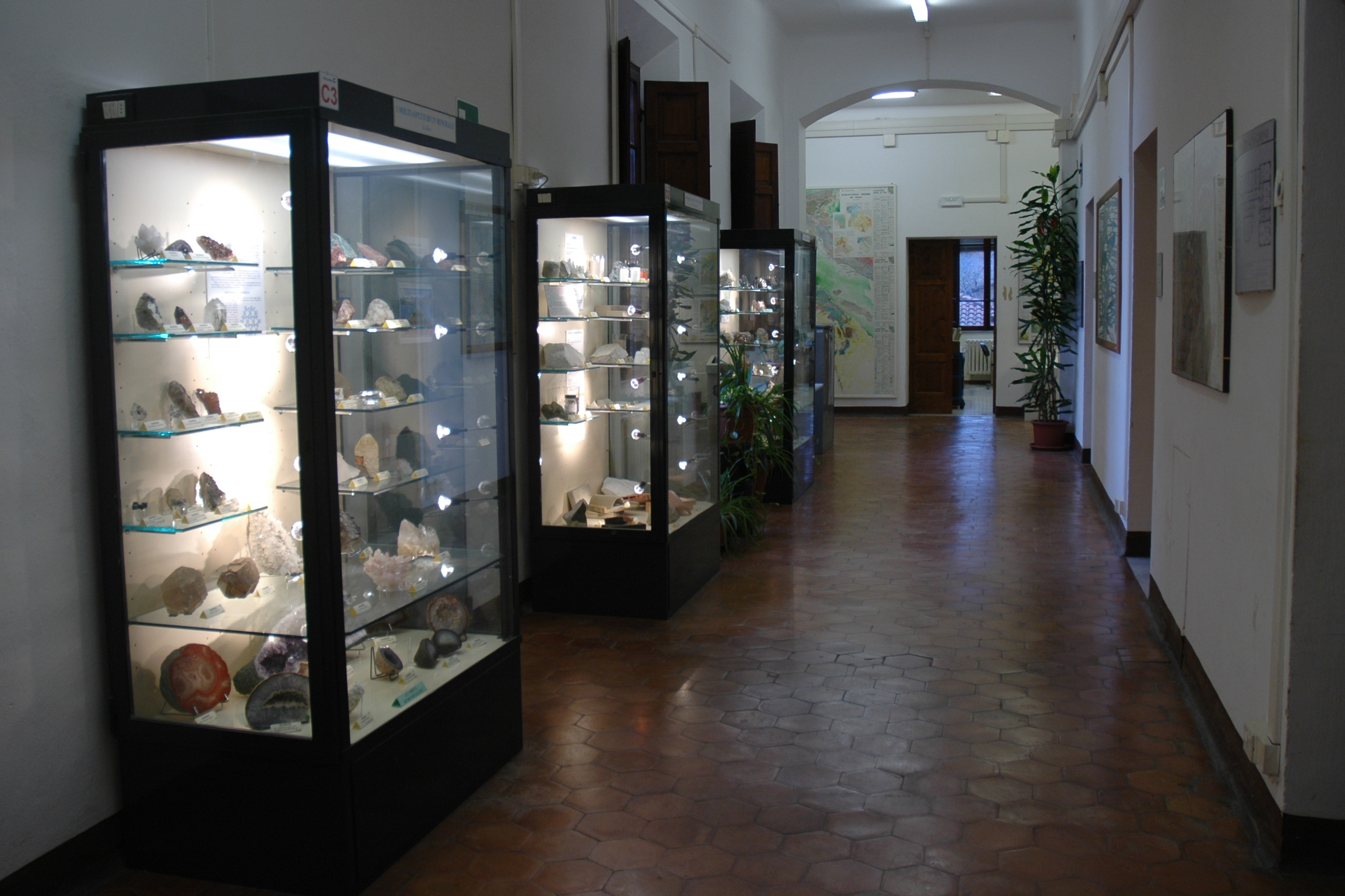
Percorso museale

Attualmente il museo conta diciassette vetrine tematiche, alcune collezioni petrografiche, antiche carte geologiche e vetrine con strumenti scientifici, organizzate nei tre piani del palazzo centrale del dipartimento, nell'adiacente palazzo di Geochimica e nella palazzina di Preistoria.

### Collezioni di mineralogia

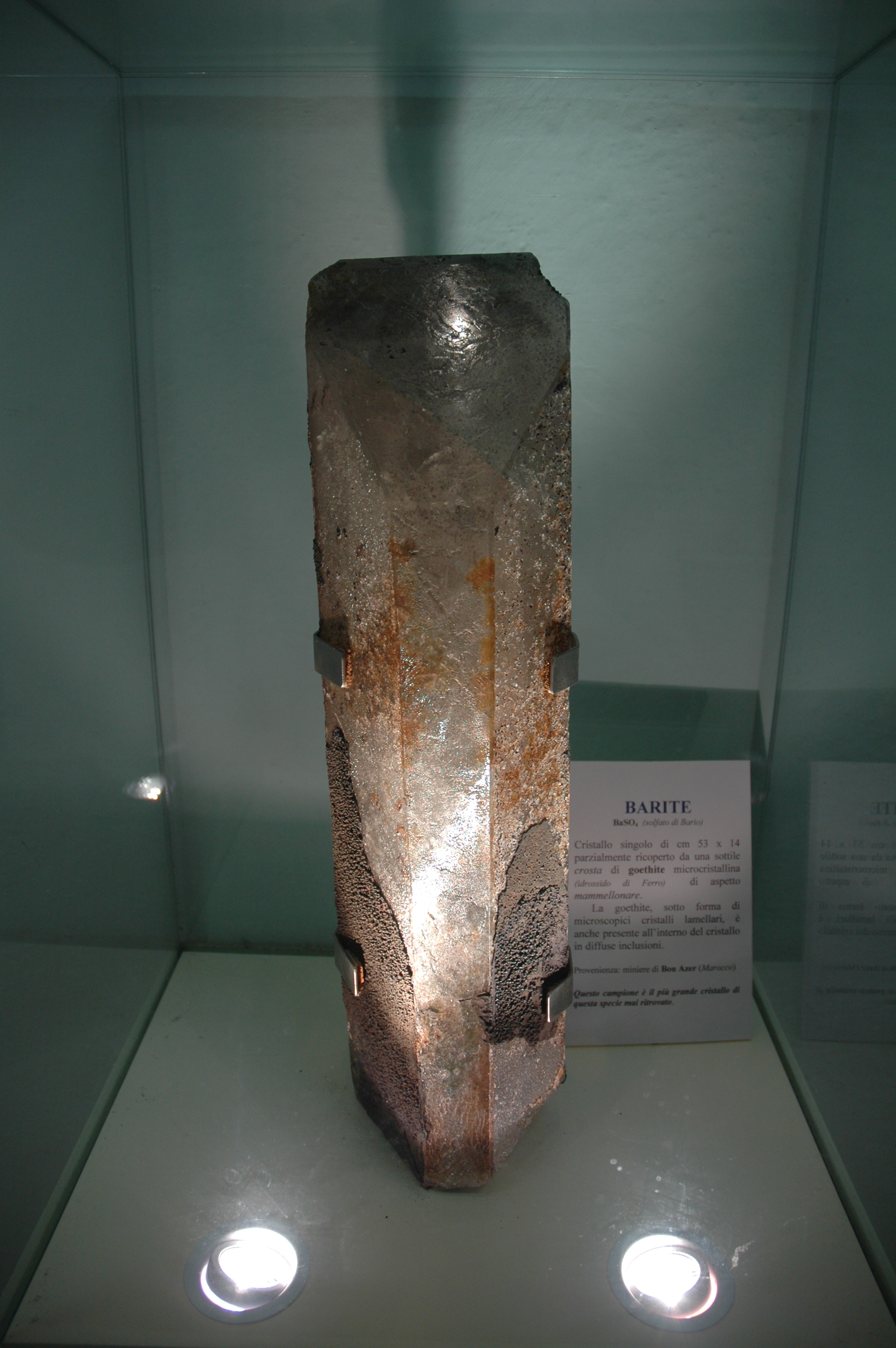
Barite di Bou Azzer

Sono presenti una varietà di minerali provenienti in gran parte dai giacimenti della Toscana, ma anche dalle altre regioni, sia italiane che estere. Degno di rilievo un cristallo di barite proveniente dalla miniera di Bou Azzer in Marocco, tra i più grandi mai ritrovati, di ben 52 cm di lunghezza e del peso di 45 kg. Nelle vetrine si possono osservare le varie caratteristiche dei minerali: il colore, la forma, i minerali industriali,  le gemme, i giacimenti toscani. Una vetrina è dedicata interamente all'amianto, con una raccolta di pezzi sia naturali che industriali, arricchita da foto al microscopio elettronico a scansione (SEM) e a trasmissione (TEM).

### Collezioni di geologia e petrografia

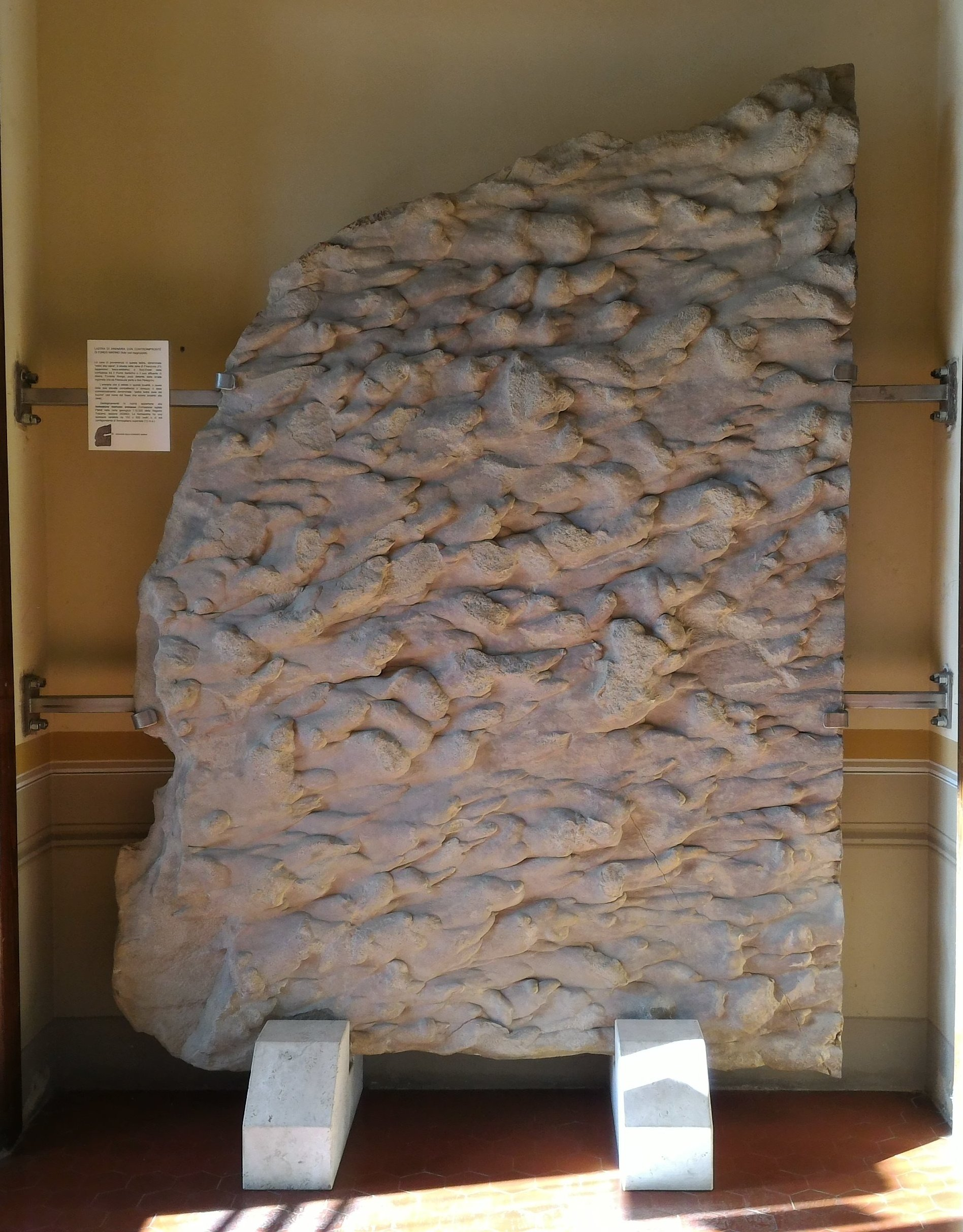
Lastra di arenaria con flute casts

Sono presenti numerosi campioni di rocce magmatiche, metamorfiche e sedimentarie provenienti da varie parti del mondo. All'ingresso del percorso museale è presente una lastra di arenaria con controimpronte erosive (flute marks) risalente al Miocene medio e proveniente da Firenzuola (Appennino tosco-emiliano). Il museo ospita una consistente collezione di rocce ornamentali, distribuite su tutto il percorso museale, con una parte dedicata all'origine e varietà dei marmi della Montagnola Senese, con nove "marmette" rappresentanti tipologie ornamentali storiche del marmo di Siena, inclusa la famosa varietà "giallo di Siena".

### Collezione di paleontologia
Sono conservati fossili sia vegetali che animali, di organismi marini e terrestri provenienti principalmente dal territorio toscano, ma non mancano fossili rinvenuti a livello internazionale. 
Inoltre, la sezione paleontologica, consta di un'esigua raccolta di organismi marini attuali (principalmente spugne, coralli, molluschi ecc), con particolare riguardo alle specie del Mar Mediterraneo. 
Infine, di particolare importanza è la collezione di Micropaleontologia, costituita principalmente da foraminiferi e nannoplancton provenienti da tutta l'area del Mediterraneo.

### Strumentistica, geofisica, cartografia
Lungo tutti i corridoi del Dipartimento che ospita il Museo sono affisse oltre sessanta carte geologiche. All'interno delle vetrine poste al terzo piano sono esposti gli strumenti del geologo, comprendenti attrezzature per il rilevamento geologico e strumenti per geofisica.

### Collezione di antropologia fisica
La sezione di antropologia fisica conserva una ricca collezione osteologica LINK e di repliche in resina delle più importanti specie, sottospecie e varietà relative all'evoluzione umana: dal Sahelanthropus tchadensis (7 milioni di anni fa) agli scheletri completi di "Lucy", dall'Australopithecus afarensis (3,2 milioni di anni fa) al “ragazzo del Turkana”, dall'Homo egaster (1,8 milioni di anni fa) fino ad arrivare ai più antichi reperti di Homo sapiens. Di particolare rilievo è la collezione di crani delle più significative specie di primati attuali, scimmie e proscimmie (scimpanzé, babbuino, macaco, lemure etc.) e dei principali gruppi umani attuali (europeo, asiatico, africano, aborigeno australiano). Sono, inoltre, conservate la collezione di confronto di osteologia umana (con resti craniali e postcraniali di uomini moderni) e la collezione osteologica del laboratorio di archeozoologia. Questi è composta da elementi scheletrici di animali attuali utilizzati per la determinazione specifica delle ossa fossili rinvenute nei siti preistorici.

### Attività didattica
L'offerta didattica, rivolta principalmente ad una utenza scolastica, comprende numerose attività di laboratorio, tese ad approfondire i vari aspetti legati allo studio delle Scienze della Terra: sismica, paleontologia, geomorfologia, idrogeologia, geologia urbana, mineralogia e petrografia.
Le attività sono svolte sia mediante escursioni nel territorio che negli spazi laboratoriali del museo.